# Río Itapocu
El río Itapocu es un río brasileño del estado de Santa Catarina de cuenca hidrográfica secundaria sursudeste.
Está formado a partir de la unión del río Novo con el río Humboldt en el centro urbano de la ciudad de Corupá y, corriendo de oeste a este, baña también los municipios de Jaraguá do Sul y Guaramirim, desembocando en el océano Atlántico. Sus principales afluentes son el río Piraí, el río Itapocuzinho y el río Jaraguá.
Corren dentro de su valle la ruta BR-280 y la ferrovía FSA-280 entre las ciudades de Corupá y Guaramirim, que unen la isla y ciudad de São Francisco do Sul a la planicie norte (São Bento do Sul, Rio Negrinho y Mafra).
La cuenca hidrográfica del río Itapocu posee un área de 2930 km², y el largo de su curso es de 116 km.